# CBS katalyzátor

Coreyův–Bakšiův–Šibatův katalyzátor

Coreyův–Bakšiův–Šibatův katalyzátor, zkráceně CBS katalyzátor je asymetrický katalyzátor odvozený od prolinu. Má využití v organické syntéze, například při Coreyových–Itsunových redukcích, Dielsových–Alderových reakcích a (3+2) cykloadicích. Prolin je jako přirozeně se vyskytující chirální látka snadno dostupný. Jeho stereocentrum se mění na aktivní katalyzátor, který řídí organické reakce selektivně ve prospěch jednoho z možných enantiomerů. Selektivita je způsobována sterickým napětím v přechodném stavu, který se vytvoří jako jeden enantiomer, ale ne jako druhý.

## Příprava
CBS katalyzátor může být připraven reakcí difenylprolinolu s kyselinou fenylboronovou nebo boranem.
Následně tato látka vytváří in situ komplexy s boranem, čímž se tvoří aktivní katalyzátor.

## Použití
Hlavní využití CBS katalyzátoru je zobrazeno níže. Reakce začíná azeotropní dehydratací boronové kyseliny (1), například odvozené od toluenu, na boroxin (2). Boroxin poté reaguje s derivátem prolinu (3d) za vzniku komplexu zásaditého oxazaborolidinu a CBS katalyzátoru (4). Derivát prolinu 3d se připravuje z Grignardova činidla 3c a prolinesteru 3b. Sůl Lewisovy kyseliny (6) může být získána působením kyseliny trifluormethansulfonové (5).